# 義大利邦國1848年革命
義大利邦國1848年革命是歐洲1848年革命的一環，義大利半島及西西里島各邦國上都發生了由知識份子及自由政府派領導的組織性叛亂。作為義大利民族主義者，他們希望消滅奧地利反動勢力的控制。1848年當時，義大利不是統一的國家而是分裂成數個邦國，北部地區更是由奧地利帝國統治。為求脫離外國統治及奧地利的保守領導，義大利革命黨人發起了革命以驅逐奧地利人。這些革命主要由薩丁尼亞王國領導。另外，倫巴第-威尼西亞王國的起義（特別是米蘭）迫使奧地利將軍拉德茨基率軍撤往四角防線。

## 經過
薩丁尼亞－皮埃蒙特王國國王卡洛·阿爾貝托（1831年至1849年間在位）渴望在羅馬主教（又稱教宗）的領導下統一義大利，於是他在1848年3月對奧宣戰，並向四角防線發起全面攻勢。然而在缺乏盟友的情況下，卡洛·阿爾貝托根本不是奧地利帝國軍隊的對手，更在1848年7月24日的庫斯托扎戰役中被擊敗，被迫簽署和約從倫巴底撤回他的部隊。因此奧地利維持在義大利的霸權，而是次革命也宣告失敗。
在半島南端，那不勒斯和西西里社會動盪不段，讓國王費迪南多·卡洛可稱之機，1848年5月他鎮壓那不勒斯民主派的起義，但西西里島上的起義依舊未平，當地溫和派未恢復秩序組建國民自衛隊，卻無力抵抗8月航渡墨西拿海峽的1萬正規軍，王軍連續6日的砲擊導致城內三分之二建物被摧毀，終使墨西拿失陷。西西里革命政府7000人的弱小的部隊根本不是王軍的對手，當國王派遣一隻前往巴勒莫的艦隊的途中，該城已築起街壘但因為起義者的分裂幾乎未有抵抗；1848年5月11日，國王佔領巴勒莫、解散議會，恢復對該島的專制統治；在那不勒斯，他解散議會、逮捕議員。

## 延伸閱讀
- De Mattei, Roberto. Pius IX  (2004)
- Ginsborg, Paul. "Peasants and Revolutionaries in Venice and the Veneto, 1848," Historical Journal, Sep 1974, Vol. 17 Issue 3, pp 503–550 in JSTOR （页面存档备份，存于）
- Ginsborg, Paul. Daniele Manin and the Venetian Revolution of 1848-49 (1979)
- Rapport, Michael. 1848: Year of Revolution (2010) pp 79–93
- Robertson, Priscilla. Revolutions of 1848: A Social History (1952) pp 311–401 ISBN 0-691-00756-X
- Smith, Denis Mack. Mazzini (1996)  excerpt and text search （页面存档备份，存于）